# Heart Lake, Antarktis
Heart Lake är en sjö i Antarktis. Den ligger i Östantarktis. Nya Zeeland gör anspråk på området. Heart Lake ligger 13 meter över havet.